# Lakok
A lakok (oroszul Лакцы) egy kaukázusi népcsoport, mely főleg Oroszországban, Dagesztánban él. Az avarok, a darginok, a kumikok és a lezgek után, ők az ötödik legnépesebb népcsoport Dagesztán területén.

## Történelem és lakóhely
A lakok főleg Dagesztánban, ezen belül Mahacskala városában, a Lak járás, a Kulini járás és a Novolakszkojei járás területén élnek. Kisebb számban megtalálhatók a Sztavropoli határterületen és Kabard- és Balkárföldön is.

## Népesség
A különböző összeírásokkor a lakok száma a következőképpen alakult Oroszországban:
- 1926-ban: 40 243 fő
- 1939-ben: 54 348 fő
- 1959-ben: 58 397 fő
- 1970-ben: 78 625 fő
- 1979-ben: 91 412 fő
- 1989-ben: 106 245 fő
- 2002-ben: 156 545 fő
- 2010-ben: 178 630 fő